# 제12방면군
제12방면군(일본어: 第12方面軍 다이쥬니호멘군[*])는 일본 제국 육군이 본토결전에 대비하여 급조된 방면군이었다.

## 역사
1945년 2월 11일, 동부군을 폐지하고 제12방면군으로 대체하였다. 제12방면군은 도코도, 가나가와, 사이타마, 지바, 이바라키, 도치기, 군다, 야마가타, 나가노, 니가타 현과 시즈오카현의 후지카와를 책임지역으로 배정받았다. 
동부군관구과의 기밀한 관계를 위해 사령관, 참모장, 참모부장이 겸염하였다. 4월 15일, 제1총군 예하로 전속하였다. 그리고, 제36, 51, 52, 53군이 예하부대가 되었다. 도쿄도 지역을 방위할 부대로서 도쿄항 병단이 6월 19일에, 도쿄 방위군이 6월 23일에 예속하였다.

## 지휘부

### 사령관
1. 대장 후지에 게이스케(일본어판): 1945년 2월 1일 - 1945년 3월 9일
2. 대장 다나카 시즈이치(일본어판): 1945년 3월 9일 - 8월 24일, 자결 할복함
3. 대장 도비하라 겐지: 1945년 8월 25일 - 1945년 9월 23일, 9월 14일에 제1총군 사령관을 겸임함.
4. 중장 기타노 겐조(일본어판): 1945년 9월 23일 - 10월 10일

### 참모장
1. 중장 다쓰미 에이이치(일본어판): 1945년 2월 1일 - 1945년 3월 1일
2. 소장 다카시마 다쓰히코(일본어판): 1945년 3월 1일

### 참모부장
1. 소장 다카시마 다쓰히코(일본어판): 1945년 2월 1일 - 1945년 3월 1일
2. 소장 야마자키 마사오(일본어판): 1945년 3월 1일 - 1945년 8월
3. 소장 고누마 하루오(일본어판): 1945년 8월 5일 -

## 부대
- 제36군
- 제51군
- 제52군
- 제53군
- 도쿄항 병단
  - 도쿄항 요새
- 도쿄 방위군
- 고사 제1사단
- 독립혼성 제66여단 (니지마)
  - 독립혼성 제18연대: 대좌 野田道 노다 미치[*]
  - 독립보병 제427대대: 소좌 増田良雄 마스마 요시오[*]
  - 독립보병 제810대대
  - 독립기관 제5대대
  - 독립속사포 제27중대
  - 독립산포병 제22대대: 소좌 堤清親 쓰쓰미 기요치카[*]
  - 독립야전중포병 제100대대 제3중대
  - 특설설비 제15중대
  - 특설설비 제16중대
  - 특설설비 제17중대
  - 독립혼성 제66여단 야전병원
- 독립혼성 제67여단 (하치조섬)
  - 독립혼성 제16연대: 대좌 酒井勝利 사카이 쇼리[*]
  - 독립혼성 제43연대: 대좌 上杉義武 우에스기 요시타케[*]
  - 독립보병 제425대대
  - 독립보병 제426대대
  - 독립보병 제668대대
  - 독립보병 제669대대
  - 독립기관총 제16대대: 대위 島谷正輔 시마야 마사스케[*]
  - 독립속사포 제15대대: 대위 石岡能武 이시오카 노부[*]
  - 독립속사포 제24중대
  - 독립야포병 제12대대: 소좌 広瀬武夫 히로세 다케오[*]
  - 독립산포병 제23대대: 소좌 今村唯一 이마무라 유이쓰[*]
  - 독립야전중포병 제100대대 (제3중대 없음)
  - 독립중포병 제4중대
  - 독립야전고사포 제52중대
  - 야전기관포 제50중대
  - 특설 제41기관포대
  - 특설 제42기관포대
  - 독립공병 제63대대: 소좌 若林忠夫 와카바야시 타다오[*]
  - 독립자동차 제219중대
  - 육상근무 제102중대
  - 제1이동병기수리대
  - 독립혼성 제67여단야전병원
- 제2포병사령부 (이치카와)
  - 독립야포병 제8연대: 중좌 木村竹治 기무라 다케하루[*]
  - 야전중포병 제8연대 (한노우): 대좌 高橋克己 다카하시 카츠미[*]
  - 야전중포병 제11연대: 대좌 中鉢義賢 나카하치 요시히데[*]
  - 야전중포병 제19연대 (마쓰도): 대좌 佐藤修一郎 사토 슈이치로[*]
  - 야전중포병 제26연대 (이치카와): 중좌 田地季朔 다이지 키사쿠[*]
  - 야전중포병 제52연대 (사가미하라): 대좌 水落毎幸 미즈오치 미유키[*]
  - 자주포 제2대대 (市川)
  - 자주포 제3대대 (미편성)
  - 자주포 제4대대 (미편성)
  - 자주포 제10대대 (미편성)
- 제3경비사령부
  - 특설설비 제2대대
  - 특설설비 제3대대
  - 특설설비 제21중대
  - 특설설비 제22중대
- 제6공병대 사령부 (도시마): 소장 大河原鉄之助 오가와라 테츠노스케[*]
  - 독립공병 제27연대: 소좌 大峯只之 오미네 타츠유키[*]
- 제7공병대 사령부 (우라와): 대좌 青木美苗 아오키 미나에[*]
  - 독립공병 제103대대 (미편성)
  - 독립공병 제117대대
  - 독립공병 제118대대
- 手押軽便鉄道隊
  - 제1수압협궤철도대
  - 제2수압협궤철도대
- 제8야전운송사령부 (가와고에): 중장 平岡清 히라오카 세이[*]
  - 독립자동차 제44대대: 소좌 山口金之助 야마구치 가노노스케[*]
  - 독립자동차 제47대대: 소좌 竹本吾一 다케모토 고이치[*]
  - 독립자동차 제53대대: 소좌 武田宝逸 다케다 호이쓰[*]
  - 독립자동차 제66대대: 소좌 遠藤金五郎 엔도 긴고로[*]
  - 독립자동차 제67대대: 소좌 坂巻寿 사카마키 히사시[*]
  - 제3견인자동차대: 대위 小池利助 코이케 토시스케[*]
    - 견인차 제13중대
    - 견인차 제14중대
    - 견인차 제15중대
    - 견인차 제16중대
    - 견인차 제17중대
- 제12방면군 사령부 통신대
  - 제1통신대사령부 (혼고): 대좌 斎藤文一郎 사이토 후미이치로[*]
    - 전신 제30연대 (가와고에): 대좌 児玉徹 코다마 토오루[*]
    - 전신 제51연대 (이루마가와): 소좌 原田繁効 하라다 시게아키[*]

  - 제2통신대사령부 (우라와): 대좌 瀧上孟平 다카가미 히헤이[*]
    - 초단파통신 제1중대
    - 독립유선 제136중대
    - 독립유선 제151중대
    - 독립유선 제152중대

  - 제13독립통신작업대
  - 제14독립통신작업대
  - 제15독립통신작업대
  - 제16독립통신작업대
  - 제17독립통신작업대
  - 제18독립통신작업대
  - 제19독립통신작업대
  - 제20독립통신작업대
  - 제21독립통신작업대
  - 제22독립통신작업대
  - 제23독립통신작업대
  - 제24독립통신작업대
  - 제25독립통신작업대
  - 제26독립통신작업대
  - 제27독립통신작업대
  - 제28독립통신작업대
  - 제29독립통신작업대
  - 제30독립통신작업대
  - 제31독립통신작업대
  - 제32독립통신작업대
  - 제33독립통신작업대
  - 제34독립통신작업대
  - 제35독립통신작업대
- 제17야전근무대 본부
  - 육상근무 제190중대
  - 육상근무 제191중대
  - 육상근무 제192중대
  - 육상근무 제193중대
  - 육상근무 제194중대
- 제2야전건축대 본부: 중좌 阪井真一郎 사카이 마이치로[*]
- 제5야전건축대 본부: 소좌 平島正 히라시마 마사시[*]
- 제6야전건축대 본부: 소좌 谷本義夫 타니모토 요시오[*]
- 건축근무 제39중대
- 요새건축근무 제1중대
- 요새건축근무 제3중대
- 해상운송 제22대대
- 제65병참병원: 군의소좌 北代一実 키타시로 가즈미[*]

## 소속
1. 방위총사령부, 1945년 2월 11일
2. 제1총군, 1945년 4월 8일

## 참고

### 인용
1. ↑  伊藤常男 1971, 182쪽
2. ↑  高崎正男 1979, 468쪽
3. ↑  伊藤常男 1971, 295쪽

### 자료
- 伊藤常男 (1971년 11월). 《本土決戦準備(1)関東の防衛》. 戦史叢書 (일본어) 51. 朝雲新聞社.
- 高崎正男 (1979년 7월). 《陸軍軍戦備》. 戦史叢書 (일본어) 99. 朝雲新聞社.